# Jack Bauer
Hans Jacob „Jack” Bauer (ur. 7 kwietnia 1985 w Takaka) – nowozelandzki kolarz szosowy. Olimpijczyk (2012).

## Osiągnięcia
Opracowano na podstawie:

2009
- 2. miejsce w Tour of Southland
  - 1. miejsce na 2. etapie

2010
- 1. miejsce w mistrzostwach Nowej Zelandii (start wspólny)

2011
- 2. miejsce w Olympia’s Tour
- 1. miejsce na 2. etapie Tour of Utah

2012
- 1. miejsce na 2. etapie Tour of Qatar (jazda drużynowa na czas)
- 1. miejsce na 4. etapie Giro d’Italia (jazda drużynowa na czas)

2013
- 1. miejsce w Japan Cup

2014
- 2. miejsce w mistrzostwach Nowej Zelandii (start wspólny)
- 1. miejsce w prologu Herald Sun Tour
- 2. miejsce w igrzyskach Wspólnoty Narodów (start wspólny)

2016
- 1. miejsce na 1. etapie Czech Cycling Tour (jazda drużynowa na czas)
- 1. miejsce na 5. etapie Tour of Britain

2017
- 1. miejsce w mistrzostwach Nowej Zelandii (jazda indywidualna na czas)

2018
- 2. miejsce w Hammer Sportzone Limburg (drużynowo)
  - 1. miejsce na 2. i 3. etapie (drużynowo)

2020
- 2. miejsce w Czech Cycling Tour
  - 1. miejsce na 1. etapie (jazda drużynowa na czas)

## Rankingi
| Rok              | 2010  | 2011 | 2012 | 2013 | 2014 | 2015 | 2016  | 2017  | 2018  | 2019 | 2020 | 2021 | 2022  | 2023  |
| ---------------- | ----- | ---- | ---- | ---- | ---- | ---- | ----- | ----- | ----- | ---- | ---- | ---- | ----- | ----- |
| UCI World Tour   |       |      | -    | -    | -    | 140. | -     | 202.  | 236.  |      |      |      |       |       |
| World Ranking    |       |      |      |      |      |      | 1296. | 576.  | 666.  | 899. | 397. | 807. | 1936. | 2315. |
| UCI Europe Tour  | 1064. | 365. |      |      |      |      | 960.  | 1752. | 1259. |      |      |      |       |       |
| UCI America Tour | -     | 163. |      |      |      |      | -     | -     | -     |      |      |      |       |       |
| UCI Oceania Tour | 4.    | -    |      |      |      |      | -     | 21.   | 64.   | 52.  | 27.  | 37.  | 85.   | 98.   |
|                  |       |      |      |      |      |      |       |       |       |      |      |      |       |       |
| Źródło: UCI      |       |      |      |      |      |      |       |       |       |      |      |      |       |       |